# آراف‌ای اسپاپول (ای۲۲۲)
آراف‌ای اسپاپول (ای۲۲۲) (به انگلیسی: RFA Spapool (A222)) یک کشتی بود که طول آن ۱۷۲ فوت (۵۲ متر) بود. این کشتی  در سال ۱۹۴۶ ساخته شد.